# Margaret Sullavan
Margaret Brooke Sullavan (født 16. maj 1909, død 1. januar 1960) var en amerikansk teater- og filmskuespiller.
Margaret Sullavan voksede op i en velhavende familie, hendes far var en berømt børsmægler. Hun studerede dans og drama fra barndommen og fik sin professionelle scenedebut som 17-årig.
Margaret Sullavan fik sin Broadway-debut i 1931. Samme år blev hun gift skuespiller Henry Fonda, og selv om ægteskab endte i skilsmisse i 1933 fortsatte deres venskab for livet. Hun var derefter gift tre gange; med instruktøren William Wyler 1934-1936, med producer Leland Hayward 1937-1947 og Kenneth Wagg 1950-1960. Ægteskabet med Leland Hayward resulterede i tre børn.
Margaret Sullavan fik sin filmdebut i 1933 i Kun en Nat og blev Oscar nomineret til sin rolle i Kammerater fra 1938. Sammen med James Stewart medvirkede hun i et væld af mindeværdige film som En falden engel,  Den lille butik og The Mortal Storm.

## Død
Margaret Sullavan led af depressioner og høringsproblemer, der blev værre som årene gik. Hun blev fundet bevidstløs i et hotelværelse i New Haven, Connecticut, ved en overdosis af barbiturater på nytårsdag 1960. Hendes død i alderen 50 blev registreret som en ulykke, men mange tror, at det var selvmord.

## Eftermæle
Hendes datter fra ægteskab med Leland Hayward, Brooke Hayward (født 1937), skrev i 1977 bogen Haywire, som blev en bestseller. I sin bog beskriver hun sin frygtelige barndom, hvordan broren blev psykisk syg og andre hændelser resulterede i sidste ende på sin mors nedbrydning og selvmord. Brooke Hayward var gift med skuespiller Dennis Hopper fra 1961-1969.

## Filmografi (udvalg)
- 1933 – Kun en Nat
- 1934 – Little Man, What Now?
- 1935 – Pigen fra Biografen
- 1938 – Kammerater
- 1938 – En falden engel
- 1940 – Den lille butik
- 1940 – The Mortal Storm
- 1943 – Cry 'Havoc'
- 1950 – Ingen tårer for min skyld